# Nico van Turnhout
Nico van Turnhout  (15 augustus 1944) is een voormalig Nederlandse voetballer die tussen 1965 en 1967 uitkwam voor Willem II.